# Francesco Severi
Francesco „Luigi” Severi (ur. 28 maja 1907 roku, zm. 20 maja 1980 roku) – włoski kierowca wyścigowy.

## Kariera
W swojej karierze wyścigowej Severi poświęcił się startom w wyścigach Grand Prix i w wyścigach samochodów sportowych. W 1937 roku wygrał włoski wyścig Targa Florio. W latach 1936-1937 Włoch był klasyfikowany w Mistrzostwach Europy AIACR. W pierwszym sezonie startów z dorobkiem 28 punktów uplasował się na osiemnastej pozycji w klasyfikacji generalnej. Rok później uzbierał łącznie 39 punktów. Dało mu to 33. miejsce w końcowej klasyfikacji kierowców.
W samochodach sportowych dwukrotnie świętował sukces w 24-godzinnym wyścigu Spa (1936 i 1938 rok). W latach 1934–1935 odnosił zwycięstwa we Włoszech, w Targa Abruzzo.